# Gado-gado

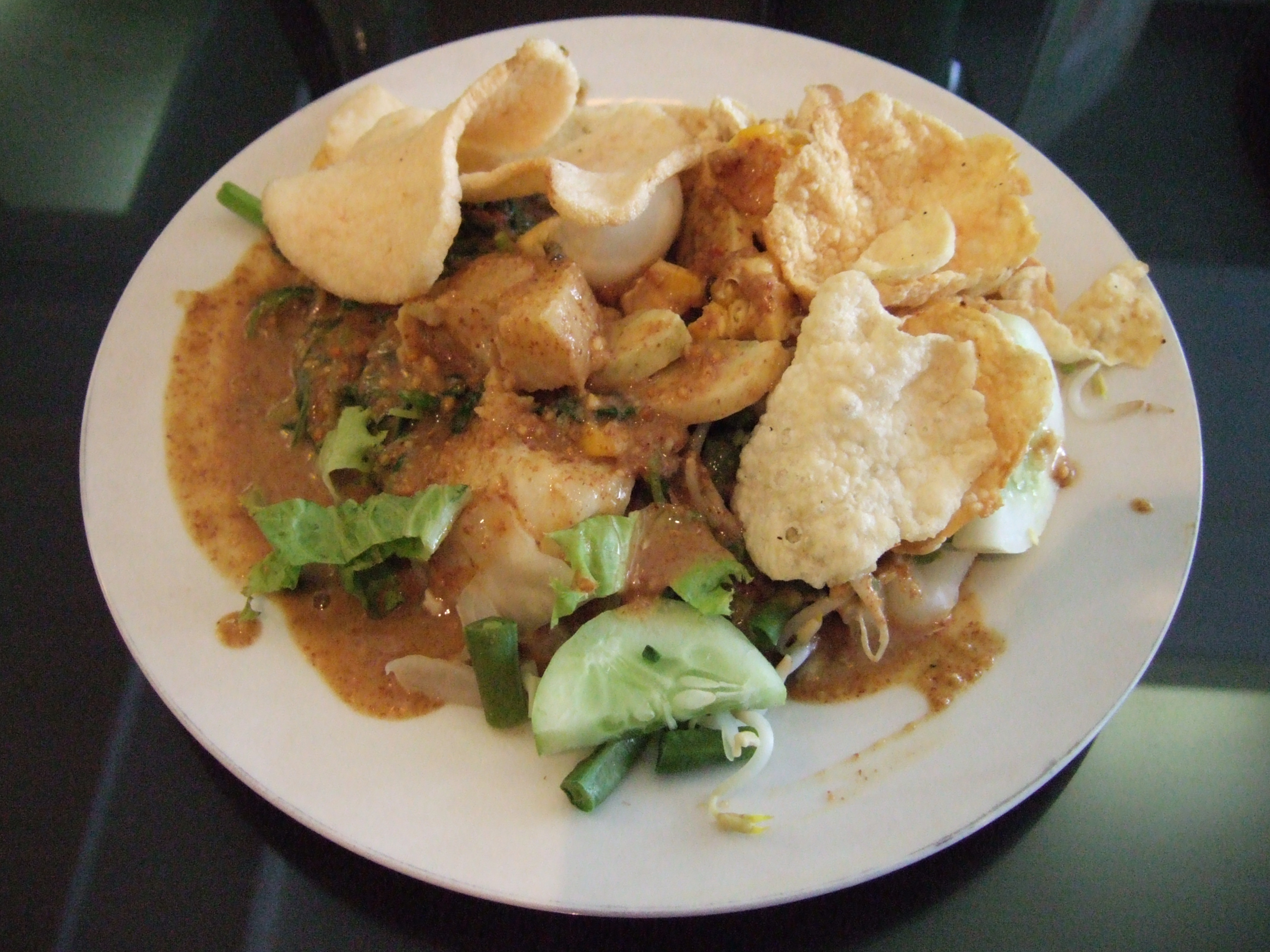
Gado Gado.

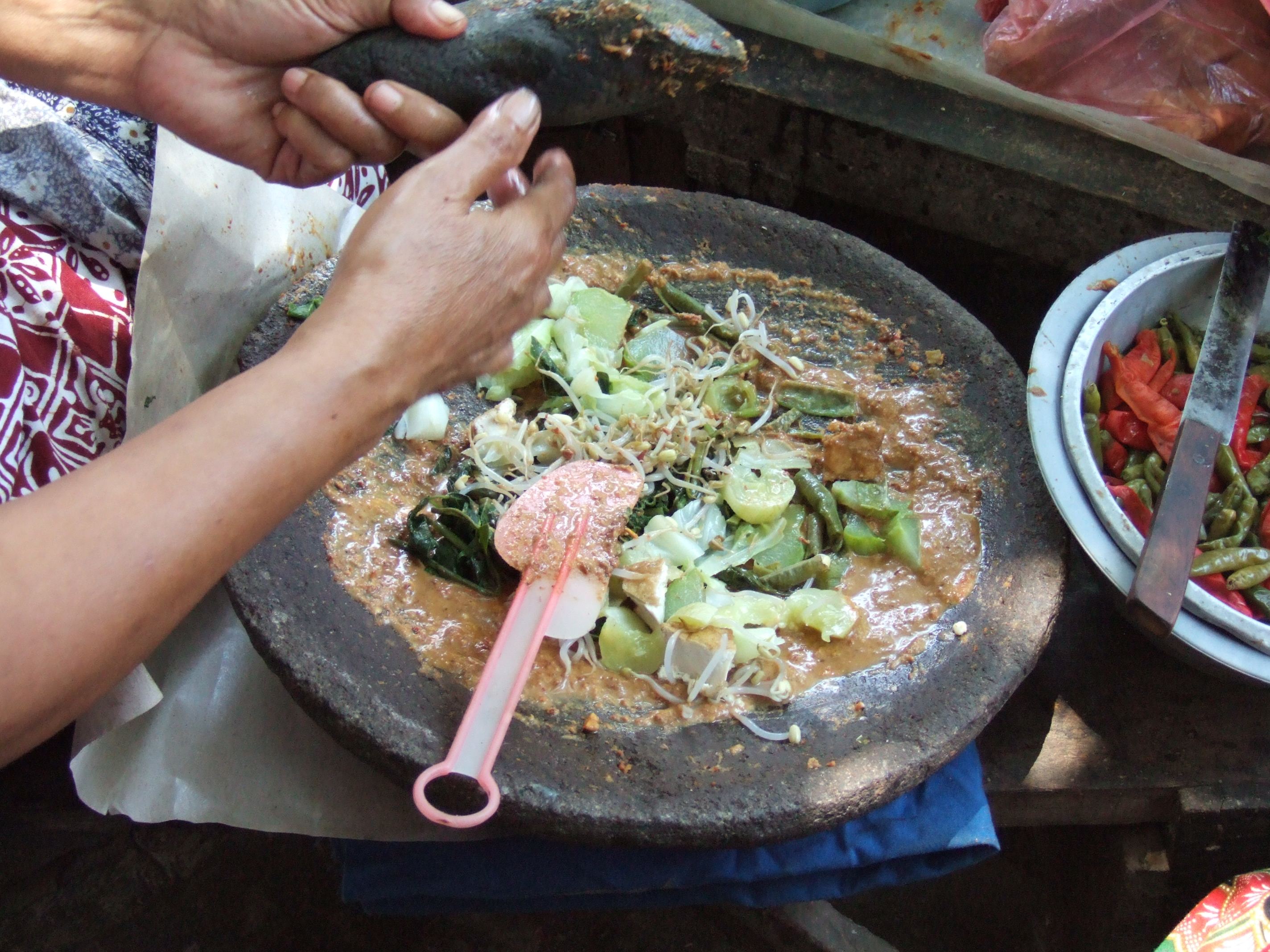
Preparación tradicional del Gado-Gado.

El Gado-gado se trata de un plato tradicional de la cocina indonesa, elaborado con diferentes verduras típicas de la región aliñadas como ensalada con cacahuates y salsas diversas. El plato es muy popular y figura en todos los menús de los hoteles y restaurantes de toda Indonesia, así como en los restaurantes indonesios existentes en occidente. Hoy en día los indonesios piensan que la producción en masa de este plato con el objeto de dar salida a las grandes cadenas de cáterin ha arruinado la calidad media con la que se ofrece el plato.

## Características
Los ingredientes empleados y las composiciones varían dependiendo de la región y de los gustos del cocinero. Por regla general comprende una mezcla de verduras tales como: col, coliflor, judía verde, soja, etc. Puede llevar judías, tomate, tofu, patatas cortadas en pequeños dados y huevo cocido. con excepción de las patatas y del huevo duro, los ingredientes se manipulan crudos, en algunas ocasiones se blanquean algunas verduras como la col y la coliflor, dependiendo de los cocineros algunos prefieren cocer los ingredientes e incluso suele añadirse una pequeña cantidad de fideos cocidos.
La salsa de aliño que acompaña a la ensalada gado-gado es lo que le da personalidad a este plato, la salsa está compuesta principalmente de cacahuete, y se vierte sobre la ensalada antes de ser servida. La composición exacta de la salsa de cacahuetes puede estar sometida a variaciones. Siendo posible obtenerla de forma comercial en los locales de venta. Para su elaboración la composición incluye: cacahuetes ligeramente tostados, ajo, azúcar de coco/azúcar de palma, salsa picante, zumo de lima, salsa de pescado y salsa de soja.